# Silvia Lara Povedano
Silvia Lara Povedano (1959) es una política y socióloga costarricense. Fue presidenta del Instituto Mixto de Ayuda Social (IMAS) durante la administración de Abel Pacheco (PUSC) y candidata vicepresidencial del Partido Liberación Nacional para las elecciones de 2014 como acompañante de fórmula del candidato presidencial Johnny Araya Monge.
Lara se graduó como máster en sociología de la Universidad de Costa Rica. Fue directora ejecutiva de la Asociación Empresarial para el Desarrollo, directora del Instituto Nacional de la Mujer (INAMU), consultora de diversas agencias de la ONU, que incluyen UNDP, UNICEF, UNIFEM y ECLAC entre 2003 y 2007, de World Conservation Union y del Instituto Interamericano de Derechos Humanos. Consultora del sector social para el gobierno de Costa Rica durante la administración de Arias Sánchez.